# Les Habitants du ciel
Les Habitants du Ciel - Atlas cosmique de Valérian et Laureline est un hors série (en deux tomes) de la série de bande dessinée Valérian et Laureline de Pierre Christin et Jean-Claude Mézières, aux éditions Dargaud. Rozsà Futo et Jérémy Tranlé y ont collaboré. Le tome I est sorti en 1991, le tome II en 2000.
Le premier tome de 70 pages décrivent en détail de nombreuses espèces, cultures et mondes de l'univers de la série. Les auteurs se sont représentés eux-mêmes sur la page d'introduction, aux côtés de leurs héros. Le tome 2 est quant à lui le même recueil accompagné d'un petit fascicule, qui représentent une plaquette publicitaire de promotion de Point Central, de 12 pages. Chaque chapitre est clos par une courte BD en deux ou quatre planches.

## Sommaire du tome I
- Pages 10 à 19 : les espèces utiles,  divers êtres vivants dont les peuples du cosmos se servent comme animaux de compagnie ou autres, du tüm-tüm de Lüm aux Zypanons de Zyp.

- Pages 20 à 27 : les Nuisibles,  les dangers du cosmos, du Schniarfeur aux Fauves mange-matière.

- Pages 28 à 31 : les grégaires, des peuples qui aiment vivre en groupe, et qui sont généralement les plus primitifs. Blopikiens, Bagoulins, etc.

- Pages 32 à 41 : les Shingouz,  d'où viennent les Shingouz ? Pourquoi sont-ils si cupides, si alcooliques, si attachants ? À quoi ressemble leur surprenante anatomie ?

- Pages 42 à 47 : le Goumoun et le Transmuteur grognon de Bluxte, les deux animaux de compagnie des héros.

- Pages 48 à 53 : les Glapum'tiens, autre espèce attachante et très bien décrite.

- Pages 54 à 59 : les êtres dotés de super-pouvoirs, super-héros ou super-vilains, comme le Maître, Irmgaal, Orzog...

- Pages 60 à 65 : les Humanoïdes,  tous les peuples de la série.

- Pages 66 et 67 : index,  précisant entre autres dans quels albums apparaissent les êtres cités.

## Sommaire du tome II
- Pages 2 à 7 : La Ville-Monde de L'Univers, présentation de Point Central.
- Page 8 à 10 : Le cas de la Terre,  explication de la chronologie de la série et théories sur la disparition de la Terre.

### Documentation
- Nicolas Pothier, « Spatio-temporaire », BoDoï, no 30,‎ mai 2000, p. 8.